# Ильинское (Селивановский район)
Ильинское — село в Селивановском районе Владимирской области России, входит в состав Волосатовского сельского поселения.

## География
Село расположено на берегу речки Кестромка (бассейн Оки) в 5 км на восток от центра поселения посёлка Новый Быт и в 14 км на север от райцентра рабочего посёлка Красная Горбатка. В былые времена название реки звучало как Кестомь, что свидетельствует о древних обитателях этих мест — финно-угорских племенах. Село Ильинское в прежние времена было широко известно за пределами своего прихода, служило своеобразным экономическим, просветительским, культурным и духовным центром. Такую популярность село приобрело благодаря своему удачному расположению на пересечении торговых путей. В своё время река Кестомь была судоходной, что позволяло купцам по воде добираться до Ильинского. Кроме того несколько дорог, ведущих к крупным торговым городам, проходили непосредственно вдоль села.

## История
Благоприятное географическое положение села Ильинское способствовало проведению здесь многолюдных ярмарок и базаров с участием большого числа народа разных сословий. Здесь завязывались торгово-экономические связи, совершались сделки купли-продажи, народ обменивался новостями. В селе начинается храмовое строительство. Церковь на погосте Ильинском существовала уже в начале XVII столетия. В патриарших окладных книгах под 1628 годом она отмечена как церковь святого пророка Ильи в вотчине боярина князя Федора Ивановича Мстиславского. По писцовым книгам 1653 года при этой церкви значились 2 двора поповых, двор пономарев, двор просвирницын, 5 дворов церковных крестьян, 7 дворов бобыльских. По переписным книгам 1703 года на погосте кроме Ильинской церкви значилась другая теплая церковь Пресвятой Богородицы Казанской. В 1737 году обе вышеупомянутые церкви сгорели. Сведения о пожаре и строительстве церкви в честь святого Пророка Илии стали известны из прошения церковного старосты совместно с прихожанами от 11 декабря 1738 года крестьянина деревни Шевинской «Волод. уезда Еропольческой десятины Ильинского погоста, что на реке Кестроме» и поданного в синод казенного Приказа, опубликованных в февральском выпуске «Владимирских епархиальных ведомостей» за 1895 год. В приведенном отрывке говорилось: «…в прошлом 1737 г. мая в 16 день, в оном нашем Ильинском погосте церкви Божіи Казанскія Пресв. Богор. И св. Иліи и колокольня с колоколами сгорела всё без остатку и сентября 30 дня тогожъ 1737 г. из Нижегородского архіерейскаго казённаго приказу по прошению нашему дан указ велено в упомянутом Ильинском погосте вместо сгоревших церквей построить вновь церковь Божію во имя Казанскія Пресв. Богор. С приделом св. Прор. Иліи на прежнем церковном месте, и ныне мы оной церкви прихожане на оном погорелом месте построили церковь во имя св. Прор. Иліи холодную и к освящеію оная церковь противъ вышеозначенного указу изготовлена, а церковь Пресв. Богор. Казанскія тёплую обещалися мы построить особо». То есть прихожане в 1738 году построили новую деревянную церковь во имя святого Пророка Ильи. В каком году построена была Казанская церковь сведений не сохранилось, в 1853-55 годах она была перестроена. Она имела два престола: в честь Казанской иконы Пресвятой Богородицы — главный и во имя святых мучеников Флора и Лавра. Неслучайно и в наше время в некоторых селениях бывшего Ильинского погоста (например деревнях Вощихе и Исакове) 31 августа отмечается престольный праздник в честь святого мученика Фрола. В свое время в Казанской церкви хранился крест с надписью: «Освятится жертвенник Господа и Спаса Нашего Христа в придельнем храме святых мучеников Флора и Лавра… в лето 1730-е». В 1825 году вместо деревянной Ильинской церкви построен был каменный пятиглавый храм. Престолов в этом храме было три: главный во имя святого пророка Илии, в приделах теплых во имя святого великомученика Георгия и в честь Воздвижения Креста Господня (устроен в 1892-97 годах). В погосте Ильинском имелась церковно-приходская школа, учащихся в 1896 году было 38.
В конце XIX — начале XX века село входило в состав Больше-Григоровской волости Судогодского уезда. Серьёзные изменения в жизни села происходили в этот период. Кроме церковно-приходской здесь открылась и земская народная школа; село стало местом приобщения к наукам для целой части местного населения и близлежащей округи. В этот период начинает работу земская больница и ветеринарно — врачебный участок.
Ильинский приход был достаточно крупным территориальным образованием. Если сравнивать его по численности прихожан, то на 1873 год он был вторым по величине в Судогодском уезде. Так в книге «Расписание приходов и причтов Владимирской Епархии, Высочайше утвержденное 7- го апреля 1873 г.» наглядно показано, что в погосте имелись две церкви главная Ильинская и приписная Казанская. В него входило 22 селения с общим количеством жителей 2178 человек.
Многие архивные материалы, статистические данные дореволюционного периода наглядно показывают, что церкви в селе Ильинском принадлежала базарная площадь и построенные на ней лавки, сдававшиеся в аренду за договорную плату. Исследуя торгово-экономическое развитие и быт селения, Селивановский историк-краевед Хренов П. М. писал: «В селе Ильинском насчитывалось 143 хозяйства. В нём было 4 хлебопекарни, 2 колбасных производства, 7 чайных и кабаков, 9 промтоварных и продовольственных магазинов. Действовали в селе торговцы по продаже лошадей». Попало во внимание историка разрешение от 22 января 1887 года Владимирского Епархиального начальства о том что, « притчу с церковным строением пог. Ильинского отдать базарную площадь» в аренду крестьянам Матвееву Ефиму Ефимовичу из деревни Шевинской и Малинину Зиновию Матвеевичу из деревни Рамени за 902 рубля 10 копеек, «чтобы арендные деньги от базарной площади, как принадлежащей церкви, были обращены в пользу церкви».
После истечения срока договора об аренде с крестьянами Малининым З. М. и Матвеевым Е. Е. Ильинская базарная площадь опять выставлялась на торги. В этот раз несколько претендентов соперничают за право управлять объектом. Путем ведения цивилизованных торгов, за которыми наблюдали священник Виктор Варваринский, диакон Иван Благовещенский, псаломщик Яков Лебедев, псаломщик Николай Новгородский и церковный староста Иван Петрович Седов, назначив максимальную сумму 1250 руб. 10 коп. временными управляющими базарной площади опять стали Малинин З. М. и Матвеев Е. Е.
В государственном архиве Владимирской области хранится «Дело о сдаче в аренду-содержание церковной базарной площади на погосте Ильинское Судогодского уезда» за 1889 год. Впоследствии сумма аренды поднялась до 1500 руб.
На стыке XIX и XX веков территория Судогодского уезда Владимирской губернии была разделена на 7 врачебных участков. 2 марта 1900 года на втором заседании Судогодского врачебного совета «рассматривался вопрос о постройке в селе Ильинском больницы и была избрана комиссия для выбора места» в означенном селении. Строительство больницы завершилось в 1901 году, о чём свидетельствуют выдержки из доклада врача В. А. Белоконского на Х съезде земских врачей Владимирской губернии, проходившего с 30 апреля по 9 мая 1901 года. Кроме того В. А. Белоконский сообщил о состоянии здравоохранения в Судогодском уезде, отметив, что с 1899 года «в организации медицинского дела в Судогодском уезде произошли значительные перемены». В частности говорилось, что село Ильинское числилось под вторым номером врачебного участка, в сферу его обслуживания входило три волости: 47 селений Большегригоровской, 77 селений Воскресенской и 27 селений Тучковской волостей. Число обращений населения за первичной медицинской помощью в 1899 году составляло 6241, количество повторных пациентов было 1952. На следующий 1900 год количество обращений уменьшилось соответственно 3721/1809 человек. По мнению докладчика, такое положение дел было вызвано появлением постоянной врачебной помощи.
Сохранились сведения о состоянии ветеринарной помощи в селе Ильинское. В 1911 году на участке трудились врач А. Н. Кузьмин и фельдшер Спрыгин. Ильинская амбулатория располагала стационарным лазаретом для лечения животных на 4 стойла. «В состав участка входили волости: Б.-Григоровская, Воскресенская, 16 селений Тучковской волости и 16 селений Смолинской волости… Разного рода скота на участке значилось 18440 животных»- что указано в отчете по ветеринарии за 1911 год. На участке оказывалась разносторонняя помощь животным, только за 1911 год ветеринарный врач и фельдшер совершили 190 выездов, исколесив 4899 верст. В ходе выездов были выявлены такие заболевания как бешенство, ящур, мыт, чесотка и прочее.
Заметным событием для села Ильинского стала выставка крупного рогатого скота, проходившая 11 сентября 1911 года. На выставке по оценкам тех лет было «… не много экспонатов, около 50 голов». Это обстоятельство объяснялось «незнакомством населения с выставками, так как таковые устраиваются только второй раз». Работавшей на выставке экспертной комиссией был проявлен интерес к 36 видам экспонированного скота. Присуждена 31 денежная премия и 5 почетных наград. Общие финансовые расходы проводившейся выставки составили сумму в 163 рубля 78 копеек, из них на награды израсходовано 148 рублей, остальные деньги ушли на «постройки, приспособления и разъезды».
Значительным событием для общественно-экономической и хозяйственной жизни села стало решение комиссии по опытному делу от 8 июля 1912 года, в котором было утверждено отвести земли в местечке Грыжино (в 5 верстах от села Ильинское) для организации опытного поля. Позднее, Владимирская губернская управа решила приобрести землю для опытного поля в размере 70 десятин в пустоши Грыжино, в зимний период 1913 года начать заготовку материала, а в летний период времени «оборудовать опытное поле постройками и инвентарем». Отчет Владимирской опытной организации за 1913 год свидетельствовал, что через год в соответствии с намеченными планами на пустоши развернулись сельскохозяйственные работы. Была применена система трёхполья, для вспашки использовались соха и борона. При обработке почвы использовалось органическое удобрение, суперфосфат и селитра.
В дореволюционный период в селе Ильинское активно развивалась система образования. Открытая в 1885 году первая церковно-приходская школа к 1915 году имела 3 курса обучения со ставкой одного преподавателя. До нашего времени сохранился уникальный документ — «Свидетельство об окончании Ильинской второклассной школы» за 1905 год, выданное на имя Трантина Алексея Мироновича, ставшего впоследствии одним из старейших рабочих Горбатской писчебумажной фабрики. В Свидетельстве хорошо читаются имена преподавателей, работавших в этот период: заведующий школой — священник Петр Никольский, старший учитель Н.Кедровский, учителя — К.Счастливцев, А.Красовский, подпись пятого педагога разобрать не удалось.
В 1908 году в школе произошёл пожар, но работа продолжалась по частным домам до момента её восстановления на прежнем месте в 1913-14 годах.
В 1911 году губернское земство предполагало учредить в селе центральную народную библиотеку.
В культурной жизни села обнаружен факт работы экспедиции Владимирского общества любителей естествознания, собиравших этнографический материал по теме «Свадебный обряд в Судогодском еузде Владимирской губернии» за 1912 год. В собранных экспедицией материалах упоминались фамилии здешних жителей -Степана Зайцева, жены заштатного псаломщика Евдокии Новогородской, Анны Белоцветовой. В 14-й книге «Трудов Владимирской учетной архивной комиссии» в работе «Детские игры и песни» А. Н. Соболев напечатал детскую песню перед игрой, в которой следовало выбирать «водящего».
Девять, десять — деньги весят.
Одиннадцать, двенадцать — на улице бранятся
Бабы, мужики, мальцы озорники.
Душка, Матрёшка, глядите в окошко:
Здесь Семен, он выйдет вон!
В дореволюционный период в селе Ильинском существовало кредитное общество. Из докладов Судогодской уездной управы за 1912 год можно почерпнуть отдельные сведения об этой организации. Число и сумма вкладов на 1 января 1912 года составляла: по бессрочным вкладам 28/5513 руб. 19 коп.,
```
по срочным до одного года 15/6412 руб. 86 коп.,
```

```
свыше 1 года до 5 лет 31/5050 руб. 00 коп.
```

```
свыше 5 лет 4/165 руб. 00 коп.
```

Попечителем кредитного общества являлся землевладелец, инженер-технолог Ноак Фёдор Альбинович. Председателем правления торговец М. С. Крылов, членами казначеями — крестьяне Е. А. Седов и Е. А. Рябов, председателем совета местный земский врач Е. А. Герман, членами лесопромышленник П. И. Седов и земский фельдшер П. А. Лимонов, счетоводом состоял бывший волостной писарь В. В. Шашков.
В коммерческом указателе фабрик, заводов и прочих промышленных объектов по Владимирской губернии за 1912 год указано, что в селе Ильинском имелась лесопилка принадлежавшая Павлу Ивановичу Седову с общим количеством рабочих 14 человек. Работала мешочно-шпуличная фабрика, двухэтажное здание которой из красного кирпича сохранилось до наших дней. Жители села уходили зарабатывать средства для жизни в соседние уезды, занимались частным изготовлением обуви. В целом экономическое состояние села по сравнению с другими городами и населенными пунктами Владимирской губернии было очень благополучным и занимало достойное место, как рынок сбыта льна, продовольственных товаров и кормового хлеба. В селе Ильинском имелось свое почтово-телеграфное отделение, сельскохозяйственный склад.
Не обошли село стороной революционные события 1917 года. По воспоминаниям Н.Однолетова «еще в 1917 году в с. Ильинском была организована народная власть. Первым председателем группы бедноты был Шуралёв В. А.» Трагические события вписаны в летопись села в 1918 году, когда здесь погиб комиссар Судогодского уездного военкомата П. А. Марков, руководивший прибывшим в село продотрядом для сбора продразвёрстки. Своеобразным напоминанием об этих событиях служит памятная плита с указанием даты гибели комиссара.
Как и во многих других населенных пунктах в селе Ильинском создается Российский коммунистический союз молодежи, первые упоминания о нём относятся к 16 марта 1920 года. После установления власти Советов село Ильинское на протяжении нескольких десятилетий прочно удерживало статус одного из важнейших и ведущих центров по деятельности различной направленности Селивановского края. Об этом свидетельствуют статистические данные. В начале 1924—1925 годах здесь располагалась участковая землеустроительная служба, обслуживающая Больше-Григоровскую и Воскресенскую волости. Как и в прежние времена успешно развивалась торговля. Во времена НЭПа и в начальный период коллективизации крестьяне села Ильинского: Опарин И. И. (1901 г.р.) работал кустарем по выпечке белого хлеба по патенту II разряда; Масленников Н. И. с 1925 по 1930 год занимался бакалейной торговлей по патентам I и II разряда; Седов И. (1865 г.р.) в 1927 году в течение 4-х месяцев занимался торговлей по патенту в чайной. На момент образования Селивановского района в 1929 году в селе Ильинском насчитывалось 187 хозяйств с 666 жителями, здесь действовали кооператив, школа первой ступени, больница, амбулатория, почта. Село слыло «местным торговым центром», где еженедельно проходили базары, к которым тяготело до 27,4 тыс. населения. Налаженное транспортное сообщение способствовало такому положению дел. Большое значение имела семикилометровая железная дорога, связывающая населенный пункт со станцией Волосатая.
С 1929 года село являлось центром Ильинского сельсовета Селивановского района, позднее вплоть до 2005 года — в составе Волосатовского сельсовета. В период проведения сплошной коллективизации в 1930 году организуется Ильинский колхоз под названием «Новый путь». Любопытные данные приводятся в февральском выпуске 1931 года бюллетеня штаба по весеннему севу и коллективизации Селивановского района «Большевистский сев». Здесь наглядно показано, какими наличными ресурсами обладал Ильинский сельский Совет в целом для занятия сельским хозяйством, и какие плановые задания ставило перед ним государство в лице местных органов власти: «Общая посевная площадь определена в 928 га, из них: картофеля 204 га (увел. на 50 проц.), льна 50 га (ув. на 24 га), кормовые культуры 632 га. По животноводству: рабочего скота — 195 гол., рогатого скота — 765 гол., из них коров — 376, молодняка 44, телят-333. Свиней — 190 и овец — 981». Важную роль оказывал на развитие сельскохозяйственной отрасли работавший в тот период времени в селе Ильинском «…Селивановский опорный пункт по вопросам зелёного удобрения под различные культуры и вопросам кормодобывания, проводивший опытную работу по вопросам сортоиспытания и агротехники кормовых культур». Работа велась с 7 колхозами района.
Касаясь проблемы борьбы с кулачеством в колхозе «Новый путь», можно обратиться к периодической печати той поры — газета «Колхозник» орган Селивановского райкома ВКП(б) Райисполкома и профсоюза, из статей которой следует, что «…в колхозы пробрались кулацкие хозяйства, только что восстановленные в избирательных правах. Наиболее ярким примером может служить засоренность Ильинского колхоза „Новый путь“, в котором из 37 хозяйств — 20 явно чуждых, связанных друг с другом родственными связями». В этой же статье говорилось, что во главе колхоза стоял «чужак», а «ильинские кулаки совершенно открыто разваливали колхоз», до самого снега в поле оставался неубранным картофель, «скот колхоза все время буквально голодал. Укрывшиеся в колхозе бывшие торговцы и барышники зажали рот беднякам и середнякам за попытку бороться с кулацким вредительством». В газете приводился эпизод расправы завхоза колхоза «Новый путь» Крылова с неугодными тружениками: Дунаевой (зав. скотным двором), Селезневой (зав. птичником), Седовой (зав. детяслями).
В начале 1930-х годов на территории Селивановского района начал свое развитие кинопрокат. Село Ильинское входило в первую пятерку мест, где демонстрировалось стационарное кино для населения, охват культурного обслуживания равнялся 500 человек.
О дальнейшей жизни села Ильинское и колхоза «Новый путь» периодически появляются статьи и заметки в регулярно выходящей газете «Колхозная газета». Статья «Девушки изучают трактор» в номере за 10 июня 1939 года повествует о 13 девушках колхоза, которые без отрыва от основного производства осваивают новую технику. В начале 1941 года в газете освещается вопрос « о содержании и уходе за скотом и о сдельной оплате труда на фермах», особо отмечено в статье, что на фермах в Ильинском уже есть такой опыт, который успел принести положительные результаты. Положительно характеризуется передовой почин ильинцев в номере от 14 июня 1941 года «Впереди Ильинский сельсовет» за активность в подписке на новый государственный заем третьей пятилетки. В годы Великой Отечественной войны информация о жителях Ильинского встречается в опубликованном письме «Путевка № 41» в январе 1942 года, где рассказывалось о молодежи откликнувшейся на инициативу призывной комиссии обучаться в школе ФЗО № 5, «… чтобы встать к станкам и стахановской работой помочь славным войнам в разгроме ненавистного врага». Всего из Селивановского района 4 февраля 1942 года по очередному призыву ФЗО на учёбу отправилось 65 девушек и юношей из разных колхозов. 1 мая 1944 года в районке появляется заметка «Колхозы и колхозники Ильинского сельсовета организовали сбор первомайских подарков для фронтовиков». При защите социалистического Отечества на фронтах Великой Отечественной войны многие селяне проявили высокие образцы мужества и стойкости, были удостоены высоких государственных наград.
После окончания войны в Ильинском продолжает активно развиваться система школьного образования: важной вехой отмечен 1949 год, когда учебное заведение преобразовывается в семилетнюю школу; в 1962 году школа становится восьмилетней.
Серьёзные изменения для села Ильинского повлекло решение исполкома Владимирского областного Совета депутатов трудящихся от 21 июня 1954 года об объединении Волосатовского сельского Совета с Ильинским сельским Советом депутатов трудящихся. Именно с этого времени селение стало постепенно терять свою привлекательность и шаг за шагом превращалось в рядовой периферийный населенный пункт. В 1970-е годы численность населения начала сокращаться и как следствие закрылась успешно работавшая туберкулезная больница, восьмилетняя школа с изучением английского языка. К 2000 году закрылась библиотека, остававшаяся просветительским центром.
На 1 января 2011 года в селе осталось всего 60 человек постоянного населения.
С 1990 года в селе начинал восстанавливаться храм святого Пророка Ильи.

## Население
| 1859 | 1905 | 1926 | 2002 | 2010 | 2021 |
| ---- | ---- | ---- | ---- | ---- | ---- |
| 208  | ↗341 | ↗666 | ↘75  | ↘44  | ↗48  |

Ильинский приход был достаточно крупным территориальным образованием. Данные за 1710 год сообщают, что при церкви Ильи Пророка числились «Попъ Евсевій Афанасьевъ, сын его дъячекъ Трофимъ, попы: Алексій Евсевьевъ, Леонтій Ивановъ, Матвей Михайлов, Иванъ Никифоров». Отдельные свидетельства далёкого прошлого, опубликованные во «Владимирских епархиальных ведомостях» в 1895 году рассказывают о штатных передвижениях совместной духовной службы и посвящении на должности священников Ильинского прихода. Так на допросе в синодальном казенном приказе Леонтий Иванов изложил, что «…онъ посвященъ в прежде бывшую патріаршу, ныне же синодальную область къ церкви св. Пророка Иліи, что на реке Кестоме, преосв. Ефремомъ митрополитомъ Пятоцерквейскимъ на место дяди своего родного отъ тоя церкви въ Вязниковской Казанской собор, попа Якова Петрова въ товарищи тоя церкви к попу Ивану Никифорову, и попосвященіи своем служил онъ у той церкви с темъ попомъ Иваномъ, да съ товарищи попами Никитою Никифоровымъ, Матвеем Михайловым, с дъякономъ Пахомомъ Матвеевым…». 7 июля 1728 года вдовому попу церкви Пророка Ильи Леонтию Иванову была выдана первая патрахельная память сроком на четыре года. «Да что онъ служилъ без указа и безъ патрахельной взято пошлин вместо штрафу 5 алт.» и назначена пошлина в 20 алтын на будущий срок.
«Расписание приходов и причтов Владимирской Епархии, Высочайше утвержденное 7 апреля 1873» наглядно показывает, что в погосте Ильинское имелось две церкви. В него входило 22 селения с общим количеством жителей в 2178 человек. В состав наличных членов причта, состоявших до реформы входили: « свящ.: Иоанн Смирнов и Иоанн Семёнов, диаконы: Семён Авдаков и Тимофей Каллиопин, дъячки Казанский, Николай Заведеев и Василий Лебедев, пономари: Пётр Белоцветов, Николай Новогородский и Лев Троицкий». В сентябре 1877 года Владимирские епархиальные ведомости сообщали, что Епархиальным начальством в должности церковного старосты погоста Ильинского был утвержден «крестьянин деревни Сидоровой Саранчи Антон Трофимов».
В селе Ильинском 16 марта 1891 года по старому стилю родился будущий советский ученый в области математики Александр Николаевич Барсуков. В метрической книге о его родителях записано: «Проживающий в селе Ильинском Ковровский мещанин Николай Константинович Барсуков и его жена Мария Иванова, оба православного вероисповедания». При обряде крещения его восприемниками были «учитель Ильинской школы студент Владимирской семинарии Василий Михайлов Херсонский и села Никологор крестьянская девица Сиклития Иванова». Таинство крещения совершал священник Иоанн Семёнов и псаломщик Лебедев. А. Н. Барсуков был членов Ковровского комитета РСДРП(б) с 1917 года, с марта этого же года председатель Ковровского Совета рабочих депутатов, делегат Х съезда РКП(б). Основная профессиональная деятельность Александра Николаевича была связана с работой в народном образовании и высших учебных заведениях. Участвовал в Великой Отечественной войне 1941—1945 гг. Его авторству принадлежат многие научные работы по математике и методике учебников, широко известные не только в нашей стране, но и за рубежом. В числе их: «Уравнения первой степени», «Элементы алгебры», «Первые уроки алгебры» — методического пособия, «Сборник задач по алгебре для педагогических училищ» учебник «Алгебра» для учащихся VI—VII классов средней школы. Его труды были переведены на немецкий, китайский, арабский языки. Награждён двумя государственными орденами Союза ССР, «Знак почёта» и медалями.
При защите социалистического Отечества на фронтах Великой Отечественной войны многие селяне проявили высокие образцы мужества и стойкости, были удостоены высоких государственных наград. Выписки из приказов и наградных документов Центрального архива министерства обороны Российской федерации позволяют воспроизвести героику тех боевых лет.
Рябов Николай Петрович родился в 1911 году в селе Ильинском Большегригоровской волости Судогодского уезда Владимирской губернии. Беспартийный. В ряды Красной Армии призван Селивановским РВК. Участвовал в Польской компании с 14 сентября по 22 декабря 1939 года, затем с 22 декабря 1939 по 2 февраля 1940 гг. в советско-финской войне, 10 сентября 1941 года мобилизован на Великую Отечественную войну. Награждён двумя орденами Красной Звезды, медалями «За освобождение Варшавы», «За взятие Берлина», «За победу над Германией в Великой Отечественной войне 1941-1945 гг.», знаком «Гвардия». Из наградных листов: 7 ноября 1944 года "Тов. Рябов в боях 2-3 и 4 ноября 1944 г. под МЗ.Маздзельда проявил мужество, отвагу и героизм. Участвуя в отражении 10 контратак противника тов. Рябов огнем из ручного пулемета и гранатами в ближнем бою уничтожил до 30 гитлеровцев. Когда немцы вплотную подошли к его окопу, тов. Рябов забросал немцев гранатами и заставил их лечь, а потом уничтожил огнем из своего пулемета. Заметив вражеский пулемет на опушке рощи, тов. Рябов скрыто, маскируясь в складках местности, подобрался к нему с фланга и с дистанции 20-30 метров открыл огонь, и уничтожил весь расчет, а пулемёт подорвал гранатой, дав возможность нашей пехоте подняться и атаковать противника. Достоин награждения правительственной наградой орденом «Красное знамя». После прохождения инстанций, статус награждения понизили до ордена Красной Звезды. 10 мая 1945 года "В боях за период с 25 по 2 мая в д. Вулька, Ной Руппен, двигаясь с орудием в боевых порядках пехоты, огнем прямой наводкой из орудия уничтожил до 20 немцев, 1 орудие, одну автомашину и два пулемета, чем способствовал общему успеху боя. В течение трёх дней был болен, но, несмотря на это, от орудия не ушел. За мужество и отвагу, успешное выполнение боевых заданий достоин награждения орденом «Красная Звезда».
Рябова Татьяна Ефимовна, 1921 года рождения. Член ВЛКСМ с 1942 года. В ряды Красной Армии мобилизована в 1942 году Селивановским РВК. Проходила службу в качестве стрелка вооружения 254 Истребительного авиационного полка. Воинское звание ефрейтор. Приказом № 016/н 254 Истребительного авиационного полка от 14 августа 1943 года награждена медалью «За боевые заслуги» «за то, что за время нахождения в полку с марта 1943 г. на Волховском фронте, обеспечила бесперебойную работу вооружения самолета ЛА-5, боевых вылетов 95, как стрелок вооружения показывает высокие образцы производительности своей работы. За то, что умело, эксплуатирует порученную материальную часть вооружения. В повседневном поведении показывает образец дисциплины и выдержки, является одним из лучших стрелков вооружения».
Седов Виктор Павлович, 1923 года рождения. Беспартийный. В ряды Красной Армии призван Селивановским РВК 20 марта 1942 году. Проходил службу на должностях радиста роты и начальника радиостанции связи 85 Гвардейского стрелкового Севастопольского полка 32 Гвардейской стрелковой Таманской Краснознаменной ордена Суворова второй степени дивизии (по состоянию с 25 октября 1944 г. по 7 мая 1945 г.) Воинское звание гвардии красноармеец. С августа по сентябрь 1942 года воевал на Южном фронте, с сентября 1942 по октябрь 1943 гг. на Северо-Кавказском и Закавказском фронтах, с сентября 1942 по октябрь 1943 гг., с октября 1943 по 12 мая 1944 года ОПАр1 Прибалтийского фронта, с 22 декабря 1944 года а составе 3-го Белорусского фронта. Ранения май 1943 г., 21 октября 1944 года. "В наступательных боях за освобождение Советской Литвы от немецких захватчиков тов. Седов показал себя умелым и отважным радистом. 6 и 7 октября 1944 года во время боев за высоты 161,3 и 175,2 и в районе местечка Лаздуны тов. Седов, несмотря на артиллерийско-мимомётный и пулеметный огонь противника, обеспечивал КП батальона радиосвязью с КП полка, чем способствовал быстрому управлению подразделениями в бою. Достоин первой правительственной награды ордена «Красная Звезда». 7 мая 1945 года. "В период ожесточенных боёв по ликвидации окружённой группировки немецко-фашистских войск на Земландском полуострове тов. Серов проявил отличное знание своего дела, умение в трудной боевой обстановке организовать свою работу и обеспечить выполнение боевых заданий. С 13.04 по 18.04 1945 года при штурме сильно укрепленных опорных пунктов противника, под воздействием артиллерийского и минометного огня немцев часто телефонная связь имела перерывы и в это трудное время всегда бесперебойно действовала радиостанция. Своими действиями обеспечил непрерывное управление ведущими бой подразделениями. Достоим второй правительственной награды ордена «Красная Звезда».
Седов Николай Васильевич, 1922 года рождения. Член ВКП(б) с 1944 года. 18 июля 1941 года мобилизован Селивановским РВК в ряды Красной Армии. С ноября 1941 года находился в составе действующей армии. Проходил службу в должности начальника химслужбы 113-го инженерно-саперного батальона 6-й инженерно-саперной Староконстантиновской ордена Суворова бригаде. Воинское звание старший лейтенант. Принимал участие в боевых действиях на Брянском, Воронежском, Центральном, Белорусском, 1 и 4 Украинских фронтах. 25 марта 1944 года "В р-не Бралсенцы необходимо было пробиться в тыл противника, разведать сосредоточение его сил, выяснить местонахождение огневых точек, их количество для того, чтобы сделать прорыв и перейти в наступление. Эта сложная задача была поручена л-ту Седову. Зная важность данной задачи, тов. Седов, находясь под арт-минометным огнем противника, две ночи подряд — с 1 на 2-е и с 2 на 3 марта подходил вплотную к переднему краю противника, для точного определения расположения его огневых точек. Разведав и изучив основательно места огневых точек пр-ка, в ночь с 3 на 4.3.44г. тов. Седов повел разведчиков для пропуска их в тыл противника и 4.3.44г. пустил их в тыл противника, указав им все опасные места. 6.3.44г. тов. Седов возвратился с разведчиками и доложил командиру батальона о выполнении боевого задания. Через сутки наши части, прорвав передний край обороны противника, пошли дальше развивать наступление. Тов. Седов своей разведкой внес ясность в расположение огневых точек противника, количество его сил и этим самым способствовал проходу наших наступающих сил без потерь. За проявленное мужество и отвагу тов. Седов достоин награждения орденом «Красная Звезда». 20 мая 1945 года "Старший лейтенант Седов Н. В. отлично справился с задачей подготовки личного состава батальона к химзащите. Несмотря на то, что химия в Отечественной войне не была применена, тов. Седов нашел свое место в общей борьбе против фашизма. Им выполнялись разнообразные сложные работы: произвел инженерную разведку 270 км маршрутов, изучал и оформлял данные театра военных действий, при оборудовании маршрутов мобилизовал гражданское население и руководил им. Всего им мобилизовано 2500 человек. В период минирования руководил доставкой на передний край мин и доставил 4000 мин. Опытный офицер, освоивший особенности нашей борьбы с противником тов. Седов трижды участвовал в работе миссии по оценке силы нашей обороны в полосе 107 ск, 65 ск и 30 ск. В мае 1944 г. в районе Беремяны при выполнении задачи оценки обороны 30 ск на переднем крае попал плд сильный минометный огонь. Это чуть не стоило иму жизнип. За отличную 4-ч летнюю службу в действующей армии и отличное выполнение задач командования старший лейтенант Серов Н. В. Достоин награждения орденом «Красная звезда».
Седов Алексей Григорьевич, 1905 года рождения. Беспартийный. В ряды Красной Армии мобилизован Селивановским РВК, на службе с 14 сентября 1942 года. Проходил службу в качестве сапера 233 моторизованного инженерного батальона 184 стрелковой Духовщинской дивизии. Воинское звание красноармеец. Принимал участие в боевых действиях с 18 января по 03 июля 1943 года на Брянском фронте, с 4 июля 1943 года на Западном фронте. 10 февраля 1944 года "Красноармеец Седов участвовал в выполнении боевого задания по минированию перед передним краем на участке 294 и 297 СП. 184 СД в ночь на 5, 6 и 7.2.44 г. под сильным ружейно-минометным огнем противника. Тов. Седов порученную ему работу по минированию выполнил отлично. Участвовал в устройстве проходов для пропуска наступающих подразделений 162 СП и в этой работе показал себя отважным сапером. Достоин правительственной награды — медали «За отвагу».
Зайцев Василий Дмитриевич,1913 года рождения. Кандидат в цлены ВКП(б) с 1943 года. В ряды Красной армии мобилизован Селивановским РВК, на службе с февраля 1942 года. Проходил службу в должности командира отделения снабжения и старшины комендантского взвода 958 стрелкового полка ордена Богдана Хмельницкого 299 Харьковской стрелковой дивизии (по состоянию с 12 октября 1943 года по 16 мая 1945 года). Воинское звание старшина. Принимал участие в боевых действиях на Северо-Западном фронте с февраля по июнь 1942 года, Донском фронте с сентября 1942 года по февраль 1943 года, Степном фронте с 15 августа 1943 года, 3-м Украинском фронте. За участие в Сталинградской битве был награждён медалями «За боевые заслуги» и «За оборону Сталинграда». 12 октября 1943 года "Тов. Зайцев В.Д. за период боевых действий полка под Харьковом и Полтавой под артиллерийко-минометным огнем противника производил своевременное и качественное приготовление и доставку на передовые позиции горячей пищи для наступающих подразделений. Командование полка предоставляет тов. Зайцева к правительственной награде ордену «Красной Звезды». После прохождения всей процедуры подписания по вышестоящим инстанциям был награждён медалью «За отвагу» 16 мая 1945 года «Старшину комендантского взвода Зайцева В. Д. за то, что в наступательных боях с 29.3.45 проявляя мужество и отвагу под сильным артминогнем противника в любых условиях боя сумел обеспечить спецподразделения полка боеприпасами и всем необходимым для быстрейшего разгрома врага».
Русов Василий Иванович, 1906 года рождения. Беспартийный. Мобилизован в ряды Красной Армии Селивановским ВРК 26 октября 1942 года. В составе действующей армии с 15 марта 1943 года. Проходил службу в должности пулемётчика 5-й стрелковой роты 64-м Гвардейском стрелковом полку 21 Гвардейской Невельской дивизии. Воинское звание красноармеец. В Приказе № 032-н от 5 июня 1945 года о награждении медалью «За отвагу» В. И. Русова, записано: «Пулеметчик 5-й стрелковой роты гвардии красноармейца Русова Василия Ивановича за то, что в бою за д. Памчаас 8.5.45 г. заменил вышедшего из строя наводчика и огнем своего пулемета подавил пулеметную точку противника». На основании 5 тома «Книги Памяти» (Владимир, 1995) имеются следующие данные о количестве безвозвратных потерь в годы войны жителей села Ильинского, из них: погибших в бою 4 человека, погибших в плену 1 человек, умерших от ран 3 человека и пропавших без вести 17 человек, всего 25 человек. Цифра людских потерь в реальности наверняка значительно выше, так село было одним из крупных населенных пунктов Селивановского района и на фронт, вероятно, ушло не менее сотни человек.
Погибли в бою:
Кирилов Виктор Герасимович, 1924 г.р. в марте 1944 года. Похоронен в Херсонской области;
Королев Василий Ильич, 1924 г.р. в августе 1943 года, похоронен в Курской области;
Королев Петр Григорьевич, 1911 г.р. в январе 1944 года, похоронен с Ленинградской области.
Погиб в плену Осипов Николай Васильевич, 1906 г.р. погиб в плену в декабре 1944 года.
Умерли от ран:
Королев Алексей Григорьевич, 1915 г.р. в феврале 1943 года;
Королев Алексей Григорьевич, 1920 г.р. в 1943 году;
Седов Александр Михайлович, 1913 г.р. в марте 1943, похоронен в г. Ростове-на-Дону.
Пропали без вести:
Гришин Александр Васильевич, 1899 г.р. в июле 1942 года;
Ермилов Василий Семенович, 1894 г.р. в июле 1942 года;
Ермилов Николай Васильевич, 1923 г.р. в декабре 1942 года;
Зайцев Константин Дмитриевич, 1909 г.р. в августе 1941 года;
Кирилов Николай Васильевич, 1917 г.р. в декабре 1941 года;
Королев Михаил Григорьевич, 1910 г.р., в декабре 1942 года;
Крылов Николай Степанович, 1918 г.р. в декабре 1941 года;
Минеев Василий Гордеевич, 1920 г.р. в феврале 1942 года;
Моторкин Алексей Гаврилович, 1925 г.р. в декабре 1943 года;
Небосов Николай Васильевич, 1908 года в сентябре 1942 года;
Небосов Петр Васильевич, 1921 г.р. в мае 1943 года;
Седов Владимир Васильевич, 1914 г.р. в декабре 1941 года;
Седов Евгений Кузьмич, 1912 г.р. в декабре 1941 года;
Седов Николай Павлович, 1920 г.р. в декабре 1941 года;
Сусалов Николай Федорович, 1922 г.р. в декабре 1943 года;
Устинов Иван Григорьевич, 1922 г.р. в феврале 1944 года;
Федотов Михаил Ильич, 1908 г.р. в марте 1943 года.
Эти сведения вероятно не точны и требуют дополнительного изучения и корректировки. Так среди жителей села Ильинского числится Лебедев Виктор Иванович, 1923 г.р., погибший в мае 1943 года и похороненный в Ростовской области, хотя последний родился и проживал в Красной Горбатке.
В период с 1950 по 1952 годы председателем Ильинского колхоза «Новый путь» был Кириллов Николай Михайлович родившийся 19 июля 1908 года в деревне Большое Григорово. Заслуженный фронтовик. Член ВКП(б) с июля 1943 года. Участвуя в боевых действиях против немецко-фашистских захватчиков, был дважды ранен. Войну закончил в звании гвардии старшего сержанта, награждён орденом Красной Звезды, медалями «За отвагу», «За оборону Ленинграда», «За победу над Германией в Великой Отечественной войне 1941—1945 гг.», двенадцать раз отмечался благодарностями в приказах Верховного Главнокомандующего И. В. Сталина за участие в боевых операциях.

## Достопримечательности
В селе находится действующая Церковь Илии пророка (1825).

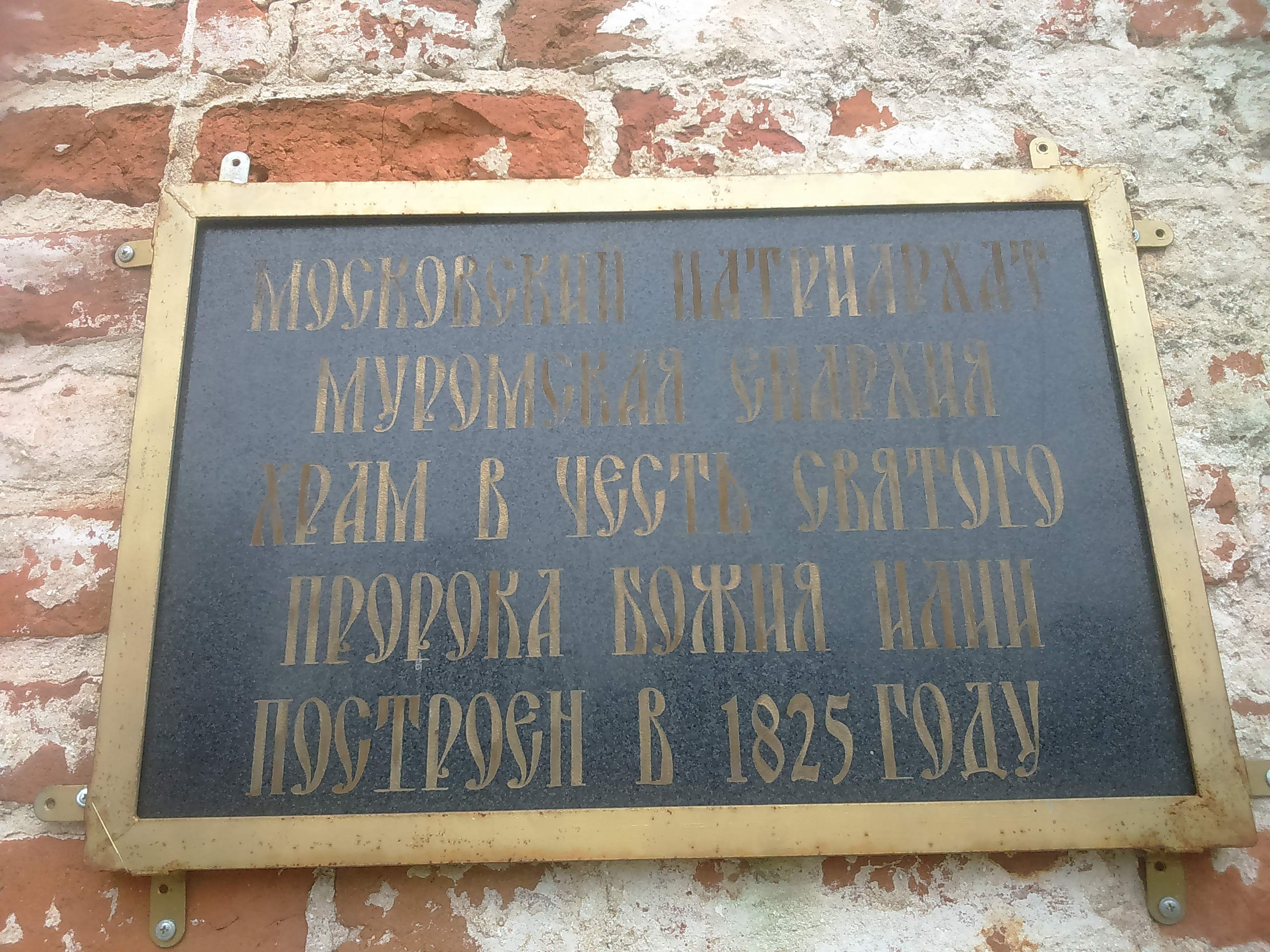
Табличка на храме

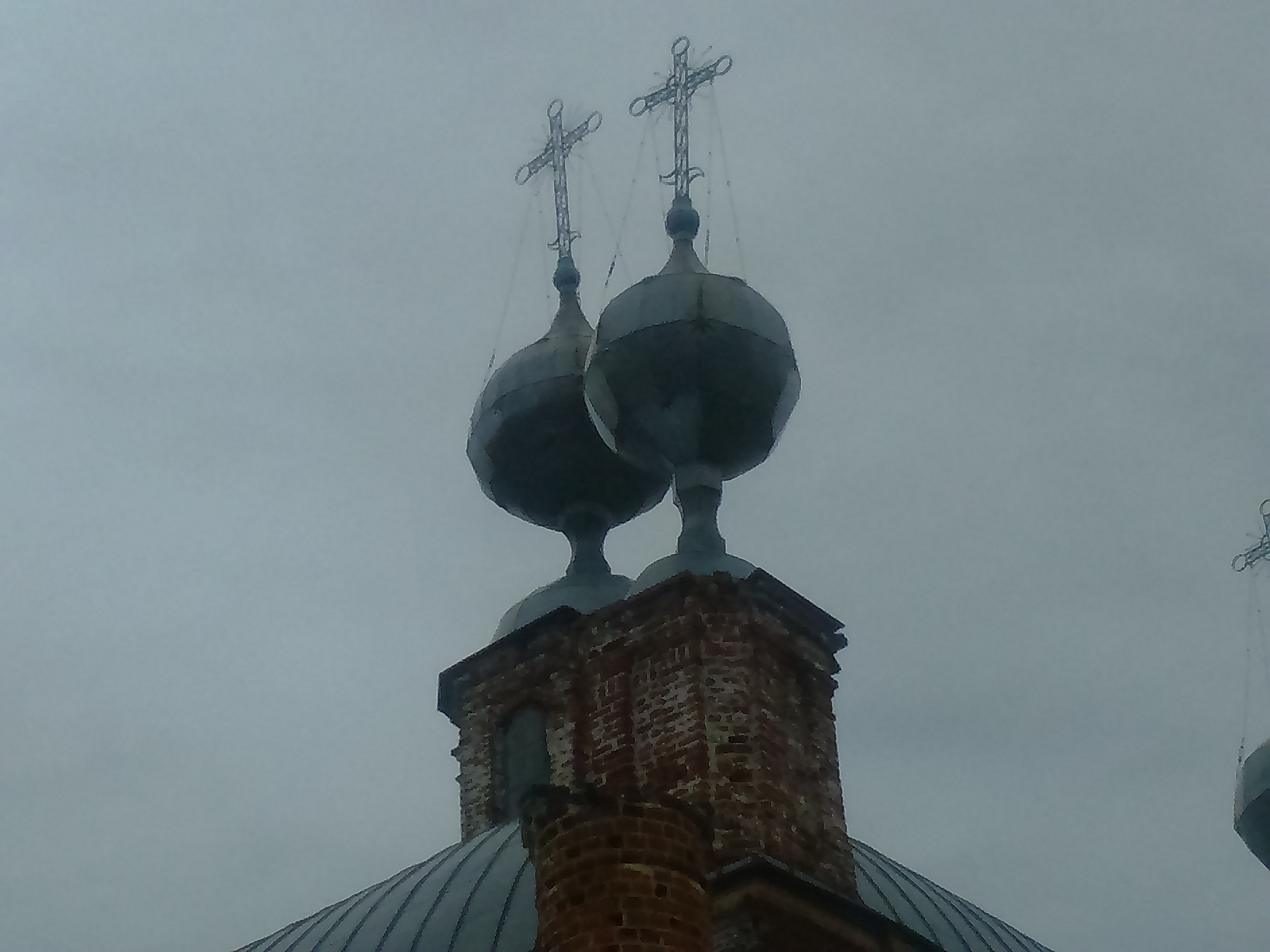
Купола церкви Пророка Илии

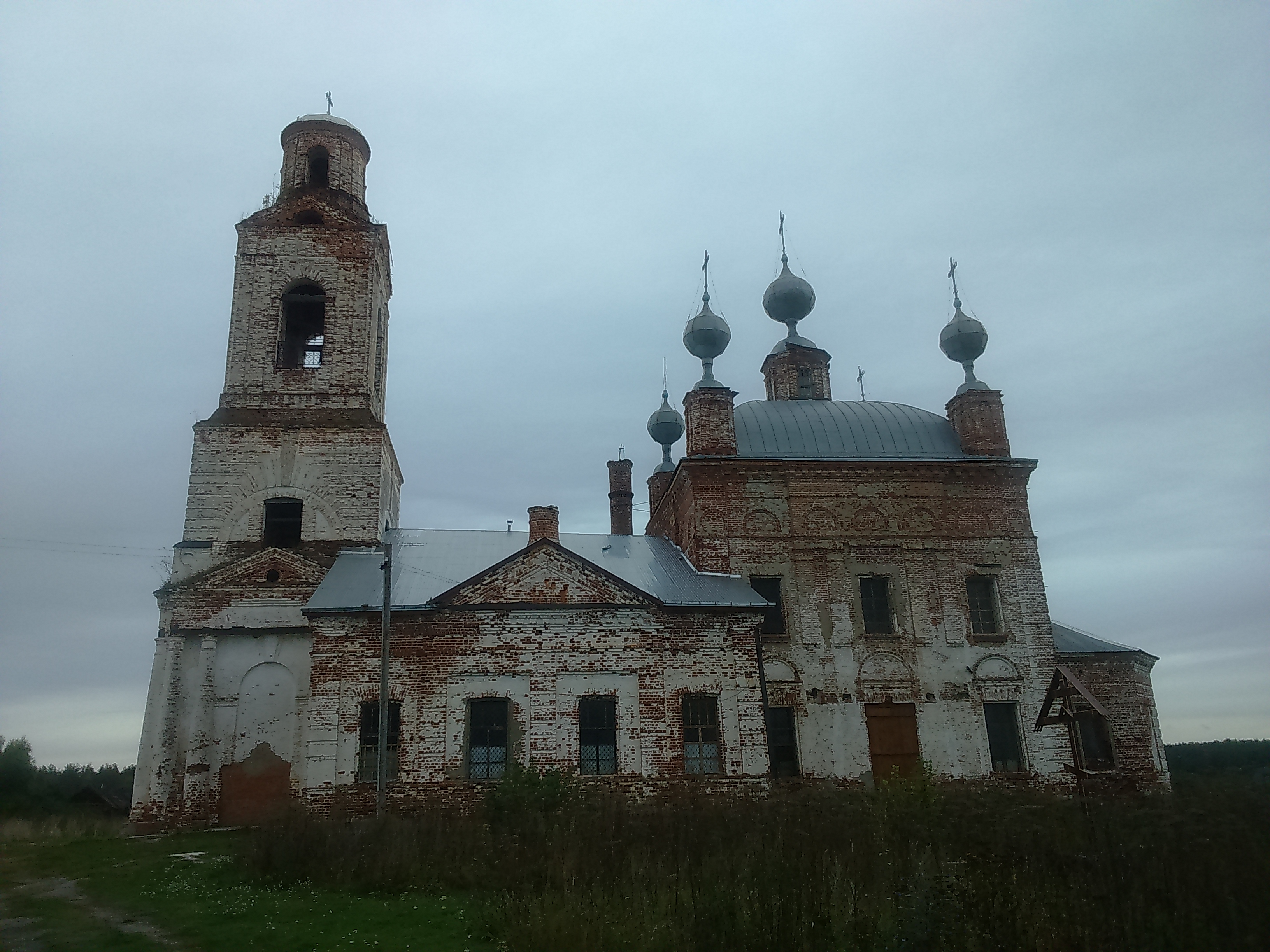
Вид на церковь Пророка Илии с южной стороны

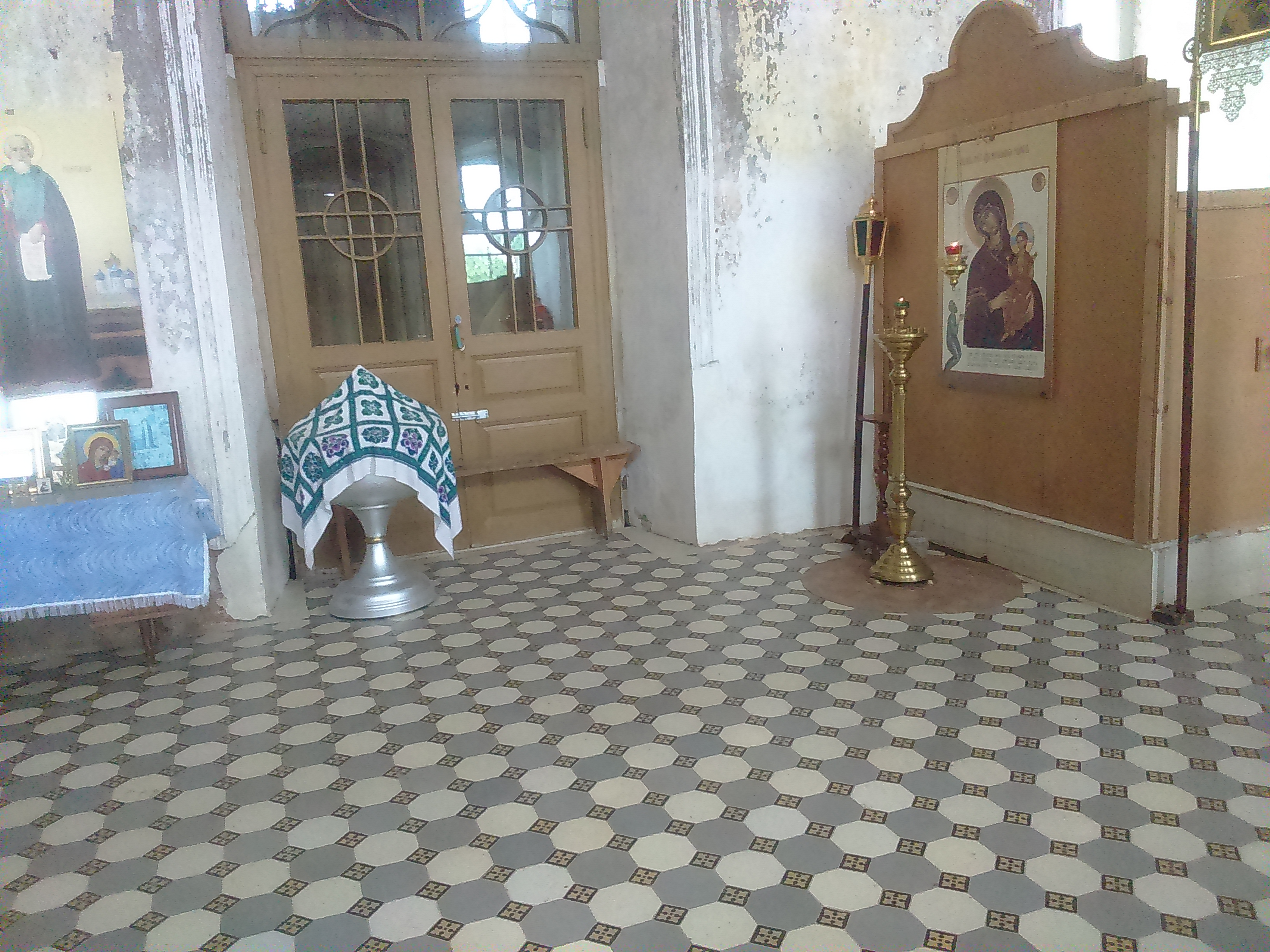
Главный предел церкви Пророка Илии в селе Ильинском

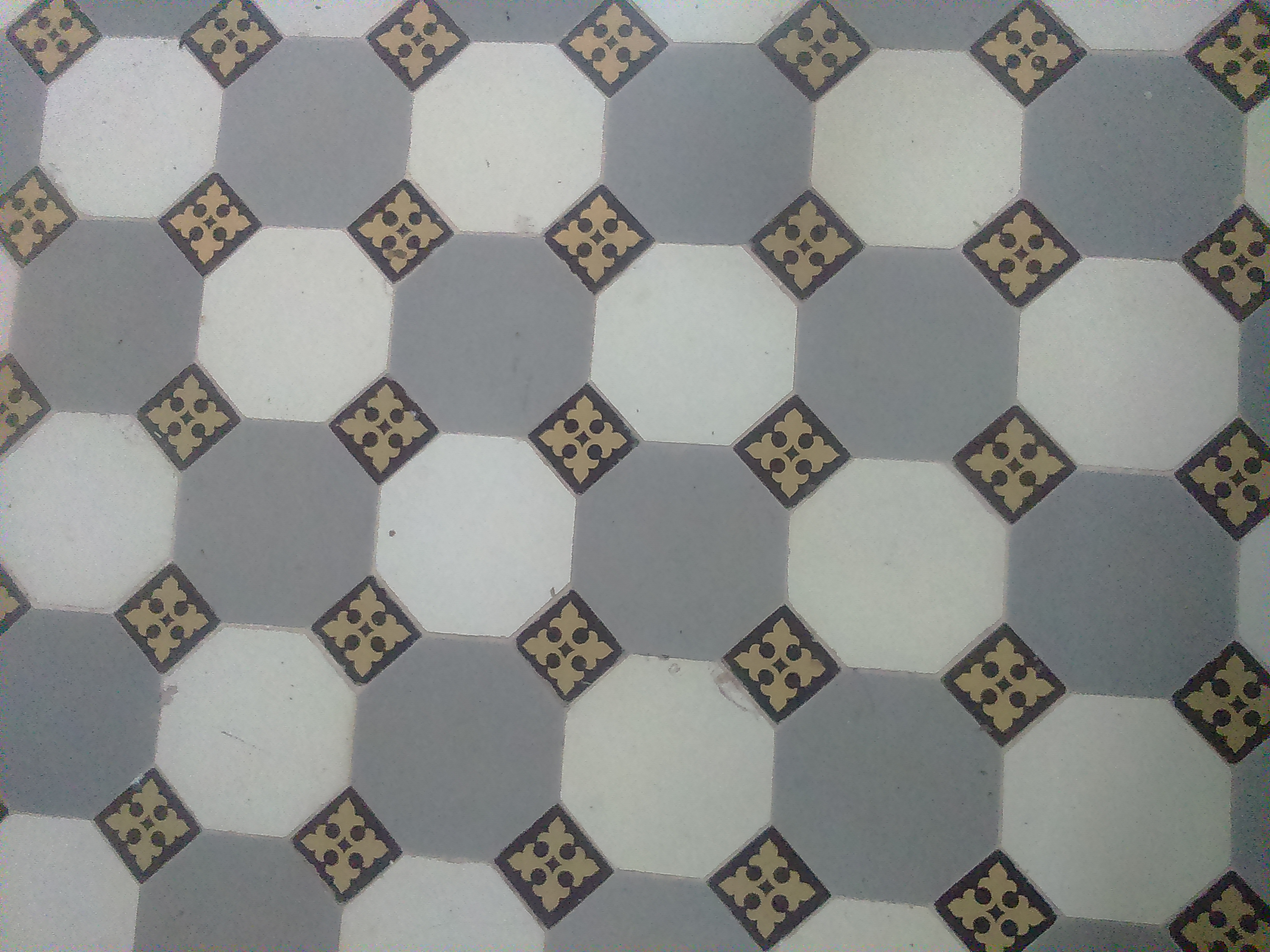
Сохранившийся кафель на полу главного предела

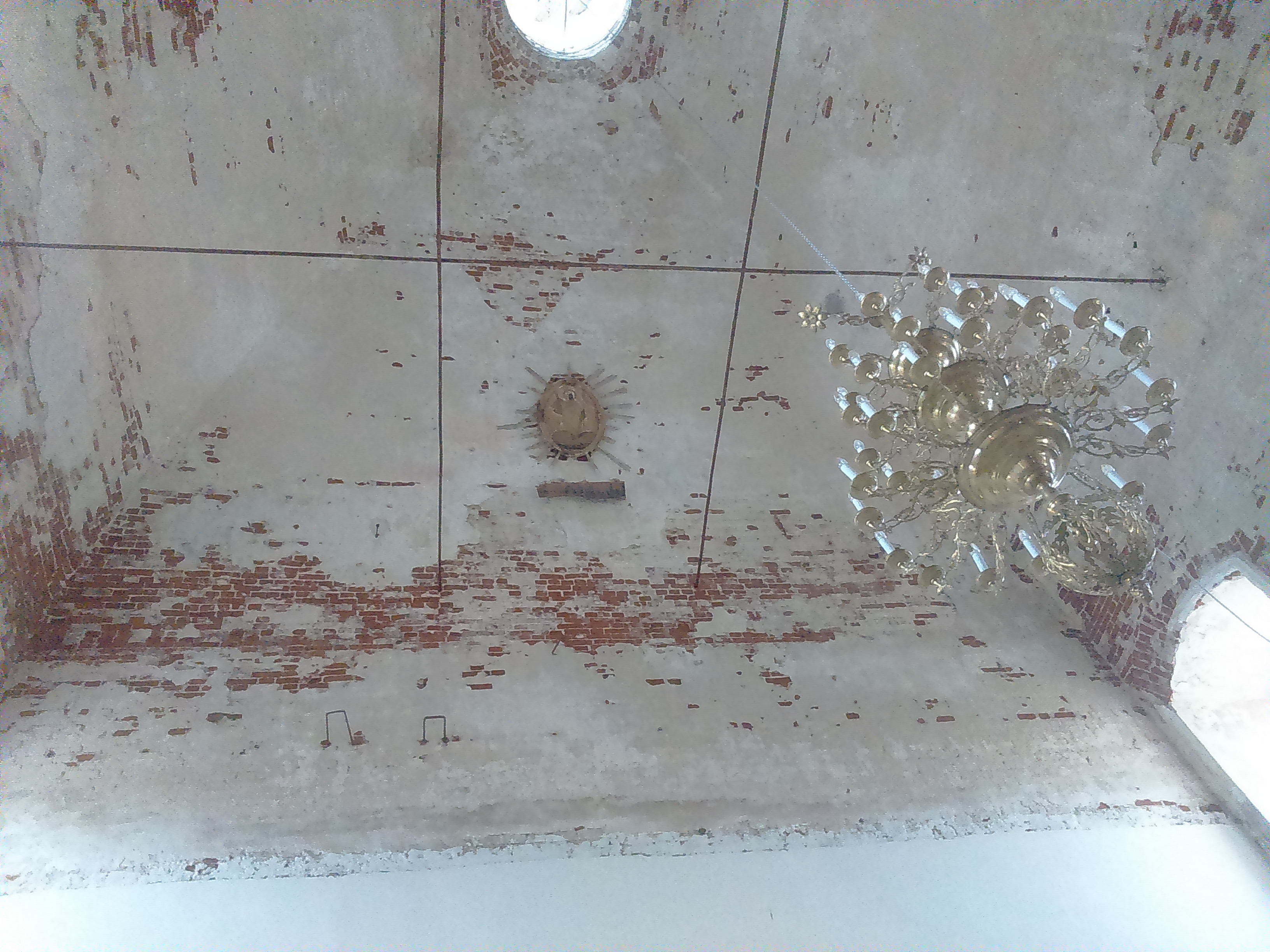
Сохранившаяся икона, венчавшая иконостас церкви Пророка Илии Селивановского района Владимирской области.

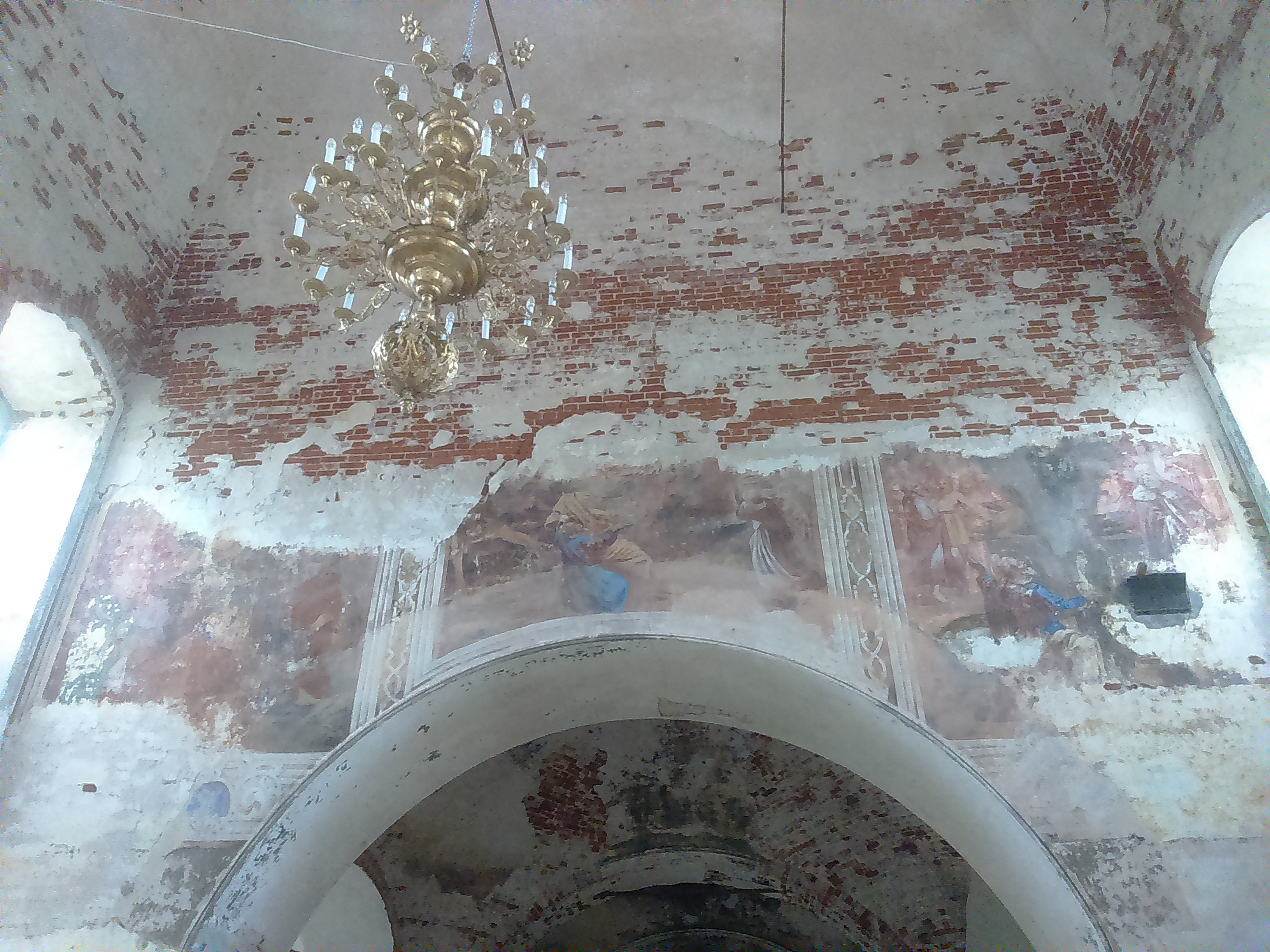
Частично сохранившаяся настенная роспись на западной стене церкви

В 1825 году в жизни села произошло знаменательное событие: вместо деревянной церкви был воздвигнут каменный храм, который имел три престола первый, и самый главный, — во имя святого пророка Ильи; второй в теплом приделе — во имя святого великомученика Георгия; и, наконец, третий — в честь Воздвижения Креста Господня, устроенный в 1892—1897 годах. Церковь была сложена из кирпича, изготовленного на местном кирпичном заводе. Глина для изготовления кирпича также добывалась в окрестностях села. И яйца, на которых замешивали глину, тоже были здешние. То есть храм получился от основания до самых куполов свой, родной, Ильинский. Много душевной теплоты, заботы и любви вложили в строительство храма меценаты, строители, благоукрасители, да и все прихожане. Видно от того до сих пор храм жив и всеми силами своими борется за своё восстановление, что бы сохранить в каждом своем кирпичике Любовь его создателей к Богу. Мощные спокойные уверенные стены ждут всех, кто захочет узнать их историю и поможет восстановить их былую красоту. Стремительно взлетели в небесную высь легкие изящные купола, как символ скорой помощи в делах наших по молитвам нашим. Но так сталось, что на ремонт купола на колокольне не удалось во время собрать средств и поэтому его пришлось демонтировать, чтобы не создавать угрозы самопроизвольного обрушения. Сейчас вершина колокольни укрыта временным купольным сооружением. Принимая во внимание дату строительства храма, совершенно ясно, что его стены видели ужасы гражданской войны, голодные 20-е годы, времена коллективизации, годы Великой Отечественной войны. Пережил эпоху атеизма в качестве зернохранилища. И это дело Он делам достойно, ведь так важно быть нужным и полезным. Должно ему, такому сильному и могучему, в любом состоянии нести на землю ту самую Любовь, ради которой Он был воздвигнут. Внешний облик церкви изменился. Пристроенные с южной и северной стороны портики частично разрушились. С южной стороны пристройка пострадала сильнее, и портик пришлось разобрать. С северной стороны пристройка пока ещё сохранена, но находится в аварийном состоянии. В настоящее время в храме не действует устроенная при строительстве котельная. Но сохранившаяся труба котельной до сих пор напоминает нам о профессионализме проектировщика и искусстве строителей, о трепетном отношении создателей к своему творению. Благодаря радению, храм был теплым круглый год. И во многом именно по этой причине до настоящего времени в храме сохранился пол, устеленный керамической плиткой, изготовленной специально для этого храма; не поврежденными остались и некоторые двери храма. Никому не удалось сбить самую верхнюю икону в иконостаса. Её пытались расстрелять, но и эти попытки ни чем не увенчались. До сих пор эта икона благословляет всех приходящих в храм. Часть настенной росписи также сохранилась в большой степени именно по причине того, что храм отапливался. Хорошо видно и сейчас, что была она не яркой, сдержанной, но содержательной и удивительно тонко написанной, с большим чувством, которое легко ощущается даже сейчас через просматривающиеся фрагменты. Росписи сохранились на трех стенах храма (северной, южной, западной).
Вокруг храма сохранился древний погост. В хорошем состоянии сейчас находятся несколько надгробий. Варварски была вскрыта и разграблена родовая усыпальница основного мецената храма. Но само строение усыпальницы сохранилось.
Кроме храма сохранились в селе и другие каменные постройки. Изысканностью кладки и хорошим состоянием стен отличается кузнеца. С древних времен хорошо сохранились и поражают своим состоянием дверные петли, кованые накладки, кольцеобразные ручки. В хорошем состоянии сохранился двухэтажный купеческий дом. Перешло в частное пользование здание суконной фабрики. Дом отремонтирован, но в настоящее время не используется. Есть и другие постройки хозяйственного назначения (буфет, скобяная лавка, шорная мастерская, остатки постоялого дома).